# Obraz Matki Bożej Tartakowskiej
Obraz Matki Bożej Tartakowskiej (Obraz Matki Bożej Łukawieckiej) (również Obraz Matki Bożej Uzdrowienia Chorych oraz Matki Bożej Łaskawej) (zwany także Niepokalanym Poczęciem NMP) – łaskami słynący obraz z wizerunkiem Najświętszej Maryi Panny w otoczeniu symboli maryjnych, i Boga Ojca, znajdujący się w kościele NMP Królowej Polski w Łukawcu (Sanktuarium Matki Bożej Łukawieckiej), a jego kopia w kościele św. Michała Archanioła w miejscowości Tartaków obok Sokala, gdzie oryginał obrazu czczony był do roku 1944.

## Opis obrazu
Obraz ukazuje Matkę Bożą, stojącą jedną stopą na półksiężycu. Maryja ubrana jest w długą, sięgającą ziemi suknię, okryta ciemnoniebieskim płaszczem. Ma rozpuszczone, sięgające ramion włosy, a jej głowa zwrócona jest w prawą stronę, lekko pochylona w dół. Maryja ma lekko przymknięte oczy, a Jej twarz jest skupiona i łagodna. Ręce ma złożone do modlitwy. W dolnej części obrazu, pod stopami Matki Boskiej widać skrzydlatego smoka, który kona, a obok leżące na ziemi jabłko. Ponad postacią Maryi unosi się Bóg Ojciec z siwą brodą, odziany w szaty, rozpościerający ręce nad Maryją, chroniąc Ją i całą ziemię. Z prawej i lewej strony widać symbole maryjne, jak lilie pośród cierni, Zwierciadło Sprawiedliwości, Drzewo Życia po stronie lewej i Bramę Niebieską, Krzew Gorejący i  Wieżę Dawidową po prawej. Na obrazie widoczne są obłoki. Barwy górnej części są jasne, natomiast dolnej, gdzie widać smoka, barwy są ciemne, ukazując kontrast.

## Historia

### W Tartakowie
Obraz został namalowany na płótnie przyklejonym do deski na początku XVII wieku przez włoskiego malarza i umieszczony na zamku Potockich w mieście Tartaków. Wyobraża on N.P.Maryą z rękami do modlitwy złożonymi, stojącą na księżycu, pod którym wąż zwinięty gryzie jabłko. Ponad nią Bóg Ojciec ręce rozpościera. Po wielkim pożarze zamku, obraz trafił w 1727 roku w ręce kapelana Stanisława Potockiego i miejscowego proboszcza - Mikołaja Kucharskiego. Po jego śmierci, wizerunek Najświętszej Panienki, został w 1764 umieszczony w tutejszym kościele katolickim nad chrzcielnicą i niemal od samego początku zaczął słynąć łaskami co sprawiło, że przeniesiono go w roku następnym na ołtarz główny. W roku 1765 od 9 do 24 marca obraz, jak to określono "płakał". Z oczu Matki Bożej wyciskały się krwawe łzy, które spływały lub zasychały na obrazie. W dniach tych widoczna była jasna łuna nad kościołem, tak iż myślano, że wybuchł pożar. Wiele osób widziało także, że obraz mienił się kolorami. W 1777 roku obraz został uznany za cudowny, a dwa lata później umieszczony w specjalnie przygotowanym, z inicjatywy księdza Kostkiewicza, nowym ogromnym ołtarzu głównym. W specjalnej księdze widnieje 407 przypadków cudów dokonanych za sprawą obrazu, oraz liczba ponad 300 darów za doznane łaski (tzw. wota).  

### W Łukawcu
W 1944 roku obraz został szczęśliwie uratowany od zagłady dzięki polskim zakonnicom, siostrom służebniczkom z Dębicy, przez jego wywiezienie do Polski, do domu generalnego zgromadzenia. W 1961 roku obraz został przewieziony do Krakowa przez abp Eugeniusza Baziaka, który rezydował w Lubaczowie i pobliskiej miejscowości Łukawiec. W Krakowie obraz prawdopodobnie został poddany renowacji. W  1963 roku trafił do Lubaczowa. Zabiegała o niego również parafia w Tarnoszynie. Ostatecznie jednak słynący łaskami obraz został przekazany parafii Łukawiec w 1965 roku przez administratora apostolskiego Archidiecezji w Lubaczowie prof. ks. prał. Jana Nowickiego. 28 listopada  tegoż roku został umieszczony w tamtejszym zabytkowym kościółku pw. Objawienia Pańskiego (Trzech Króli) w ołtarzu głównym. Stało się to na prośbę dawnych parafian z Tartakowa, dla których łatwiejszy był dojazd do Łukawca, niż bardziej odległego Tarnoszyna. Podobnie jak w Tartakowie, obraz był odsłaniany i zasłaniany przy śpiewie pieśni ku czci Matki Boskiej.
Ze względu na wzrastającą ilość wiernych, zarówno z Łukawca, jak i z Tartakowa, podjęto decyzję o budowie nowego kościoła w Łukawcu. Zadania tego podjął się wieloletni proboszcz ks. Józef Kornaga, utrzymujący kontakty z papieżem Janem Pawłem II. Świątynia budowana była w latach 1981–1990. Kościół NMP Królowej Polski w Łukawcu został konsekrowany przez bpa Mariana Jaworskiego w 1990 roku. W tym samym roku przeniesiono wizerunek do nowego kościoła, który stał się wkrótce Sanktuarium Matki Bożej Łukawieckiej (Tartakowskiej), gdzie znajduje się do dziś.

## Kult sanktuaryjny
Sanktuarium Matki Bożej Tartakowskiej w Łukawcu jest budynkiem murowanym, w stylu postmodernistycznym, kształtem przypominającym łódź. Zostało wybudowane ze względu na niewystarczające i nieproporcjonalne do rozmiarów kultu cudownego obrazu gabaryty starego kościoła. 3 czerwca 1991 roku obraz został koronowany w Lubaczowie przez papieża Jana Pawła II, podczas jednej z jego pielgrzymek do Polski. Bezpośrednio po koronacji wizerunek przeniesiono do Łukawca. Przy wizerunku eksponowane były dwie złote róże papieskie, które z czasem usunięto. Z biegiem lat powiększały się także wota przy obrazie, a w 2013 roku został w nich umieszczony złoty różaniec św. Jana Pawła II. Ze względu na brak możliwości technicznych, w nowym kościele obraz nie posiadał zasłony do roku 2016, kiedy to z okazji 25 rocznicy koronacji wizerunku, wykonany został nowy, większy ołtarz dzięki staraniom ks. Janusza Sokołowskiego. W tym też roku obraz został poddany renowacji w Krakowie. W czasie renowacji, w kościele eksponowana była kopia obrazu. 4 czerwca tego samego roku odrestaurowany obraz umieszczono w nowym ołtarzu. Poświęcenia nowego ołtarza i tabernakulum dokonał pochodzący z Łukawca arcybiskup Mieczysław Mokrzycki 8 czerwca 2016 r. podczas głównych uroczystości rocznicowych. Od tej pory obraz jest ponownie uroczyście odsłaniany i zasłaniany przy dźwięku fanfar i pieśni do Matki Bożej.

## Kopia obrazu
15 maja 2004 roku papież Jan Paweł II poświęcił i koronował kopię obrazu, która docelowo miała zostać przekazana do kościoła w Tartakowie. Jednak ze względu na jego krytyczny stan techniczny (budowla zamieniona w czasach sowieckich w magazyn popadła w ruinę), przeniesienie obrazu wielokrotnie odkładano w czasie. 
Dopiero po wykonaniu elementarnych prac remontowych kopia wizerunku Matki Bożej Tartakowskiej została uroczyście umieszczona w kościele w Tartakowie 6 lipca 2019 r. przy udziale arcybiskupa Mieczysława Mokrzyckiego oraz miejscowej wspólnoty rzymskokatolickiej, greckokatolickiej i prawosławnej.
5 lipca 2020 arcybiskup Mieczysław Mokrzycki podniósł tartakowski kościół pw. św. Michała Archanioła do godności sanktuarium. Ustanowił także odpust parafialny na pierwszą niedzielę lipca. Kościół otrzymał miano Sanktuarium Matki Bożej Uzdrowienia Chorych.